# Aplysilla sulfurea
Aplysilla sulfurea är en svampdjursart som beskrevs av Schulze 1878. Aplysilla sulfurea ingår i släktet Aplysilla och familjen Darwinellidae. Arten är reproducerande i Sverige. Inga underarter finns listade i Catalogue of Life.